# Comuna de Stężyca
Stężyca (polaco: Gmina Stężyca) é uma gminy (comuna) na Polónia, na voivodia de Lublin e no condado de Rycki. A sede do condado é a cidade de Stężyca.
De acordo com os censos de 2004, a comuna tem 5540 habitantes, com uma densidade 47,4 hab/km².

## Área
Estende-se por uma área de 116,78 km², incluindo:
- área agrícola: 63%
- área florestal: 18%

## Demografia
Dados de 30 de Junho 2004:
|                      | Total   | Total | Mulheres | Mulheres | Homens  | Homens |
| -------------------- | ------- | ----- | -------- | -------- | ------- | ------ |
|                      | pessoas | %     | pessoas  | %        | pessoas | %      |
| População            | 5540    | 100   | 2809     | 50,7     | 2731    | 49,3   |
| Densidade (pop./km²) | 47,4    | 100   | 24,1     | 24,1     | 23,4    | 23,4   |

De acordo com dados de 2002, o rendimento médio per capita ascendia a 1402,27 zł.

## Subdivisões
- Brzeziny, Brzeźce, Długowola, Drachalica, Kletnia, Krukówka, Nadwiślanka, Nowa Rokitnia, Paprotnia, Pawłowice, Piotrowice, Prażmów, Stara Rokitnia, Stężyca, Zielonka.

## Comunas vizinhas
- Dęblin, Kozienice, Maciejowice, Ryki, Sieciechów, Trojanów